# Лесьна (Опольське воєводство)
Лесьна (пол. Leśna, нім. Leschna) — село в Польщі, у гміні Олесно Олеського повіту Опольського воєводства.
Населення — 236 осіб (2011).
У 1975-1998 роках село належало до Ченстоховського воєводства.

## Демографія
Демографічна структура станом на 31 березня 2011 року:
|          | Загалом | Допрацездатний вік | Працездатний вік | Постпрацездатний вік |
| -------- | ------- | ------------------ | ---------------- | -------------------- |
| Чоловіки | 103     | 13                 | 69               | 21                   |
| Жінки    | 133     | 22                 | 75               | 36                   |
| Разом    | 236     | 35                 | 144              | 57                   |